# Слепа мрља
Слепа мрља је део мрежњаче без чулних ћелија. Налази се медијално од жуте мрље на месту где очни нерв излази из очне јабучице, то су два лобањска нерва.